# César Gómez
César Gómez del Rey (Madrid, 23 ottobre 1967) è un ex calciatore spagnolo, di ruolo difensore.

## Carriera
Cresciuto nel Real Madrid, ha militato nella massima serie spagnola con le maglie di Valladolid e Tenerife prima di trasferirsi in Italia vestendo la maglia della Roma. Venne acquistato perché Zdeněk Zeman, neo allenatore dei capitolini, era rimasto impressionato dalla sua prestazione durante la partita di Coppa Uefa Tenerife-Lazio, vinta per 5-3 dai padroni di casa.
Il tecnico boemo aveva inserito Gomez come quarta scelta nella sua lista ma l'impossibilità di comprare Miguel Ángel Nadal, Bruno N'Gotty e Jaap Stam convinse Ernesto Bronzetti e l'allora direttore sportivo giallorosso Giorgio Perinetti a prelevare il centrale spagnolo, pagandolo 6 miliardi di lire e facendogli firmare un quadriennale da 1,6 miliardi all'anno. Si mormorò che il suo acquisto fosse frutto di un errore, e il giocatore che doveva essere acquistato fosse invece Pablo Paz.
Esordì in serie A nella partita vinta 6-2 contro il Napoli, entrando a 5 minuti dalla fine. Dopo altri scampoli di gara contro la Fiorentina, giocò a causa dell'assenza di tutti gli altri difensori il derby contro la Lazio, vinto per 3-1 dai biancocelesti, dopodiché finì ai margini della squadra. Il giocatore rifiutò ogni destinazione e ogni altra soluzione rimanendo fino alla fine del suo contratto, tanto che aprì una concessionaria d'auto nella Zona Eur.
É protagonista del romanzo Tutti romani, tutti romanisti.